# Васил Манов (икономист)
Васил Манов Петков е български икономист, роден в с. Долно село, Кюстендилско.
Кариерата си на икономист започва през 1966 г. в днешния завод „Арсенал“ в град Казанлък, а научната си кариера - през 1969 г. като научен сътрудник в научноизследователските институти на бившия Държавен комитет за планиране и Министерството на външната търговия. От 1974 г. е на научно-преподавателска работа в Университета за национално и световно стопанство. Бил е заместник-ректор по научноизследователската дейност на УНСС. Специализирал е във Великобритания, Германия, Русия, Унгария, Чехословакия и Полша. Чете лекции по стратегическо планиране и национално планиране. Чел е лекции по университетските курсове „Прогнозиране и планиране развитието и функционирането на икономическите системи“, „Стратегическо макропланиране“, „Равновесие и икономически растеж“, „Национална структурна политика“ и „Стратегически маркетинг, планиране и управление на фирмената дейност“. Бил е ръководител на катедра „Маркетинг и стратегическо планиране“ към факултет „Управление и администрация“ на УНСС, както и директор на Института за икономически анализи, експертизи и прогнози към УНСС.